# Ex on the Beach (3.ª temporada)
A terceira temporada de Ex on the Beach, um reality show britânico, que foi exibida pela MTV de 11 de agosto a 13 de outubro de 2015, depois de 10 episódios semanais. A estrela de Geordie Shore Vicky Pattison retorna da primeira temporada, bem como Rogan O'Connor, da segunda, desta vez ambos como ex. Esta foi a primeira temporada, onde o "Tablet do Terror" deu aos participantes o poder de expulsão.
Jordan Davies e Megan McKenna retornou mais tarde, durante a quarta série entrando como um casal. Jordan fez uma terceira aparição durante a quinta temporada "All star", desta vez como participante principal, junto com o Bear e Jemma, e Holly retornando novamente como uma ex.

## Participantes
A lista com 8 participantes originais foi revelada pela emissora em 14 de julho de 2015. E incluía quatro homens; Graham Griffiths, Jayden Robins, Kirk Norcross e Stephen Bear, e quatro mulheres; Amy Cooke, Laura Summers, Megan McKenna e Megan Rees. Com o anúncio dos participantes, foi confirmado que a estrela de Geordie Shore, e participante original da primeira temporada Vicky Pattison retornaria como uma ex, bem como Rogan O'Connor, da segunda.
- Negrito indica o participante original; todos os outros participantes, foram trazidos para o programa como um ex.

| Episódios | Nome             | Idade (nas gravações) | Cidade natal        | Ex                                                          |  |
| --------- | ---------------- | --------------------- | ------------------- | ----------------------------------------------------------- |  |
| 10        | Amy Cooke        | 21                    | Cardiff             | Jordan Davies                                               |  |
| 10        | Graham Griffiths | 26                    | Wiltshire           | Holly Rickwood                                              |  |
| 5         | Jayden Robins    | 30                    | Londres             | —                                                           |  |
| 6         | Kirk Norcross    | 26                    | Essex               | Cami-Li, Jemma Lucy, Vicky Pattison                         |  |
| 10        | Laura Summers    | 30                    | Manchester          | Jemma Lucy                                                  |  |
| 10        | Megan McKenna    | 22                    | Essex               | —                                                           |  |
| 10        | Megan Rees       | 20                    | Carmarthen          | Stephen Cochrane                                            |  |
| 10        | Stephen Bear     | 25                    | Londres             | Connie Wiltshire                                            |  |
|           |                  |                       |                     |                                                             |  |
| 10        | Jemma Lucy       | 27                    | Manchester          | Kirk Norcross, Laura Summers, Marty McKenna, Rogan O'Connor |  |
| 10        | Jordan Davies    | 22                    | Cardiff             | Ali Drew, Amy Cooke                                         |  |
| 6         | Marty McKenna    | 20                    | Newcastle           | Jemma Lucy, Sarah Goodhart                                  |  |
| 8         | Sarah Goodhart   | 21                    | Newcastle           | Marty McKenna                                               |  |
| 5         | Cami-Li          | 28                    | Miami               | Kirk Norcross                                               |  |
| 6         | Ali Drew         | 25                    | Cardiff             | Jordan Davies                                               |  |
| 6         | Holly Rickwood   | 23                    | Portsmouth          | Graham Griffiths                                            |  |
| 3         | Vicky Pattison   | 26                    | Newcastle           | Kirk Norcross                                               |  |
| 4         | Stephen Cochrane | 25                    | Cornwall            | Megan Rees                                                  |  |
| 3         | Rogan O'Connor   | 25                    | Stratford-upon-Avon | Jemma Lucy                                                  |  |
| 2         | Connie Wiltshire | 20                    | Essex               | Stephen Bear                                                |  |

### Duração do elenco
| Participantes | Episódios | Episódios | Episódios | Episódios | Episódios | Episódios | Episódios | Episódios | Episódios | Episódios |
| Participantes | 1         | 2         | 3         | 4         | 5         | 6         | 7         | 8         | 9         | 10        |
| Amy           |           |           |           |           |           |           |           |           |           |           |
| Bear          |           |           |           |           |           |           |           |           |           |           |
| Griff         |           |           |           |           |           |           |           |           |           |           |
| Jayden        |           |           |           |           |           |           |           |           |           |           |
| Kirk          |           |           |           |           |           |           |           |           |           |           |
| Laura         |           |           |           |           |           |           |           |           |           |           |
| Megan M       |           |           |           |           |           |           |           |           |           |           |
| Megan R       |           |           |           |           |           |           |           |           |           |           |
| Jemma         |           |           |           |           |           |           |           |           |           |           |
| Jordan        |           |           |           |           |           |           |           |           |           |           |
| Marty         |           |           |           |           |           |           |           |           |           |           |
| Sarah         |           |           |           |           |           |           |           |           |           |           |
| Cami-Li       |           |           |           |           |           |           |           |           |           |           |
| Ali           |           |           |           |           |           |           |           |           |           |           |
| Holly         |           |           |           |           |           |           |           |           |           |           |
| Vicky         |           |           |           |           |           |           |           |           |           |           |
| Stephen       |           |           |           |           |           |           |           |           |           |           |
| Rogan         |           |           |           |           |           |           |           |           |           |           |
| Connie        |           |           |           |           |           |           |           |           |           |           |
| ------------- | --------- | --------- | --------- | --------- | --------- | --------- | --------- | --------- | --------- | --------- |

Notas
     = "Participante" aparece neste episódio.
     = "Participante" chega na praia.
     = "Participante" tem um ex a chegar na praia.
     = "Participante" chega na praia e tem um ex a chegar durante o mesmo episódio.
     = "Participante" deixa a praia.
     = "Participante" recebe um ex e deixa a praia no mesmo episódio.
     = "Participante" não aparece neste episódio.